# Calau crestafosc
El calau crestafosc (Anorrhinus galeritus) és una espècie d'ocell de la família dels momòtids (Bucerotidae) que habita boscos de la Península Malaia, Sumatra i Borneo.